# 은척중학교 아산분교
은척중학교 아산분교는 경상북도 상주시 이안면 아천리에 있었던 공립 중학교이다.

## 연혁
- 1964년 3월 1일 아천농예기술학교(본교 전신)
- 1974년 12월 27일 6학급 설립인가
- 1975년 4월 27일 은척중학교 아산분교 개교식 거행
- 2011년 3월 1일 47년만에 폐교